# Martin PBM Mariner
Il Martin PBM Mariner era un idropattugliatore marittimo a scafo centrale, bimotore ad ala alta, prodotto dall'azienda statunitense Glenn L. Martin Company negli anni quaranta.
Utilizzato principalmente dalla U.S. Navy sia durante la seconda guerra mondiale che la successiva guerra di Corea, venne sostituito gradualmente in patria dal Martin P5M Marlin e rimanendo in servizio operativo fino al 1962 con l'aviazione navale della marina militare uruguagia.

## Storia

### Sviluppo
Nel 1937, la Glenn L. Martin Company realizzò un nuovo idrovolante bimotore, denominato Model 162, per sostituire il precedente P3M con la finalità di poterlo affiancare ai Consolidated PBY Catalina. Il 30 giugno dello stesso anno, la U.S. Navy emise un ordine di fornitura per un singolo prototipo da avviare alle valutazioni assegnandogli la denominazione ufficiale XPBM-1. A questo primo ordine ne seguì un secondo, datato 28 dicembre, per la fornitura di ulteriori 21 esemplari di serie.
Per testare il design del nuovo modello, la Martin realizzò un esemplare in scala ⅜, il Martin 162A Tadpole Clipper; caratterizzato dal solo posto di guida riservato al pilota ed equipaggiato con un singolo motore Chevrolet capace di erogare una potenza di 120 hp (90 kW). Il Tadpole Clipper venne portato in volo con successo nel dicembre 1937. Il primo PBM in scala 1:1, il prototipo XPBM-1, volò per la prima volta il 18 febbraio 1939.
Il velivolo venne equipaggiato con cinque torrette dotate di mitragliatrici e due scompartimenti bombe incorporati nelle gondole alari che racchiudevano anche i due motori. La configurazione alare adottata era ad ala di gabbiano, posizionata alta ed a sbalzo, soluzione che permetteva una maggior pulizia del flusso d'aria che investiva l'impennaggio bideriva. Il PBM-1 venne equipaggiato con un sistema di galleggianti equilibratori posti sotto le ali che si ritraevano andando ad integrarsi nell'estremità alare, soluzione tecnica già adottata nel PBY Catalina. La versione finale, la PBM-3, si differenziava invece per aver abbandonato questa soluzione a favore di una convenzionale a galleggianti fissi e di uno scafo allungato di 3 ft.

### Impiego operativo
I primi PBM-1 ad entrare in servizio furono assegnati il 1º settembre 1940 al Patrol Squadron FIFTY-FIVE (VP-55) della United States Navy. Prima dello scoppio della seconda guerra mondiale, i PBM furono utilizzati, assieme ai PBY Catalina, per trasportare Neutrality Patrol nell'oceano Atlantico compreso le operazioni dall'Islanda. Dopo l'attacco giapponese di Pearl Harbor, i PBM vennero impiegati per missioni antisommergibile, affondando il primo U-Boot della tedesca Kriegsmarine, l'U-158, il 30 giugno 1942. In totale, durante il conflitto, i PBM furono parzialmente o direttamente responsabili dell'affondamento di 10 U-Boat. I PBM vennero inoltre intensamente utilizzati nel Pacifico, operando dalle basi di Saipan, Okinawa, Iwo Jima e del pacifico sud-occidentale.
L'United States Coast Guard acquistò 27 Martin PBM-3 durante la prima metà del 1943. Alla fine del 1944, vennero acquisiti altri 41 PBM-5 ed altri vennero consegnati nella seconda metà del 1945.
Al 1955 risultavano in servizio operativo ancora 10 esemplari anche se tutti gli esemplari erano ritornati nell'inventario dei velivoli operativi della U.S. Coast Guard dal 1958, quando l'ultimo esemplare venne restituito dalla CGAS San Diego alla U.S. Navy. I PBM Mariner divennero la spina dorsale delle missioni a lungo raggio di ricerca e salvataggio della U.S. Coast Guard dai primi anni del dopoguerra fino a che non venne sostituito dai P5M Marlin e dai Grumman HU-16 Albatross dalla metà degli anni cinquanta.
I PBM sono rimasti in servizio operativo con la U.S. Navy anche dopo la fine della seconda guerra mondiale, essendo a lungo utilizzati in missioni di pattugliamento durante la guerra di Corea. e rimanendo nei reparti di prima linea fino alla progressiva introduzione del suo diretto sostituto, il Martin P5M Marlin; l'ultimo reparto equipaggiato con il Mariner fu il Patrol Squadron FIFTY (VP-50), il quale lo ritirò definitivamente nel luglio 1956. La britannica Royal Air Force acquisì 32 Mariner che però non vennero utilizzati operativamente ed alcuni di questi esemplari vennero restituiti alla U.S. Navy. Altri 12 PBM-3R vennero trasferiti alla Royal Australian Air Force che li utilizzò come aereo da trasporto truppe e materiali.
La Koninklijke Marine, la marina militare olandese, acquisì 17 PBM-5A Mariner alla fine del 1955 per impiegarli in Nuova Guinea olandese. La PBM-5A fu una versione anfibio dotata di carrello d'atterraggio retrattile ed equipaggiata con un motore radiale Pratt & Whitney R-2800-34 erogante una potenza di 2 100 hp (1 566 kW). Dopo una serie di incidenti, gli olandesi hanno ritirato i restanti esemplari in servizio nel dicembre 1959.

## Versioni
XPBM-1 (Model 162)
prototipo equipaggiato con due radiali Wright R-2600-6 da 1 600 hp (1 194 kW).
PBM-1 (Model 162)
versione iniziale di produzione in serie motorizzata Wright R-2600-6, equipaggiata con 5 mitragliatrici difensive da .50 in (12,7 mm) e prodotta in 21 esemplari.
XPBM-2 (Model 162)
conversione di un PBM-1 in un bombardiere strategico a lungo raggio catapultabile.
PBM-3 (Model 162B)
nuova versione sviluppo della PBM-1 equipaggiata con i radiali R-2600-12 da 1 700 hp (1 270 kW) e prodotta in 32 esemplari.
PBM-3R (Model 162B)
versione non armata da trasporto derivata dal PBM-3; 18 nuovi esemplari più 31 conversioni dal PBM-3.
PBM-3C (Model 162C)
sviluppo per versione da pattugliamento marittimo equipaggiata con mitragliatrici binate calibro 50 in nelle torrette anteriore e dorsale, ed una singola nella torretta di coda e sulla posizione mediana. Il radar AN/APS-15 venne alloggiato in un radome dietro la cabina di pilotaggio. Venne prodotta in 274 esemplari.
PBM-3B (Model 162C)
Designazione dei Mariner GR.1A ex-RAF dopo il loro reintegro nella flotta U.S. Navy.
PBM-3S (Model 162C)
versione antisommergibile caratterizzata da una riduzione dell'armamento (2 mitragliatrici fisse calibro 0.50 in nel naso, una singola in posizione mediana ed una in coda) ed autonomia incrementata, prodotta in nuovi 94 esemplari più 62 conversioni.
PBM-3D (Model 162D)
versione pattugliatore/bombardiere equipaggiato con due motori più potenti, gli R-2600-22 da 1 900 hp (1 417 kW), e più pesantemente armato (mitragliatrici binate da .50 in nel naso e nelle torrette dorsali e di coda, più due laterali in fusoliera. realizzato in 259 esemplari.
PBM-4 (Model 162E)
versione proposta equipaggiata con 2 radiali Wright R-3350 da 2 700 hp (2 015 kW) ciascuno ma non costruita.
PBM-5 (Model 162F)
versione equipaggiata con due radiali Pratt & Whitney R-2800 da 2 100 hp (1 566 kW), realizzata in 628 esemplari.
PBM-5E
versione del PBM-5 con radar migliorato.
PBM-5S
versione alleggerita antisommergibile del PBM-5.
PBM-5S2
versione antisommergibile migliorata con iuna diversa collocazione del radar.
PBM-5A (Model 162G)
versione anfibia del PBM-5, dotata di carrello d'atterraggio triciclo con l'anteriore completamente retrattile nello scafo, realizzata in 36 esemplari più 4 conversioni.
Mariner I
designazione britannica per i 32 PBM-3B forniti alla Royal Air Force.

## Utilizzatori

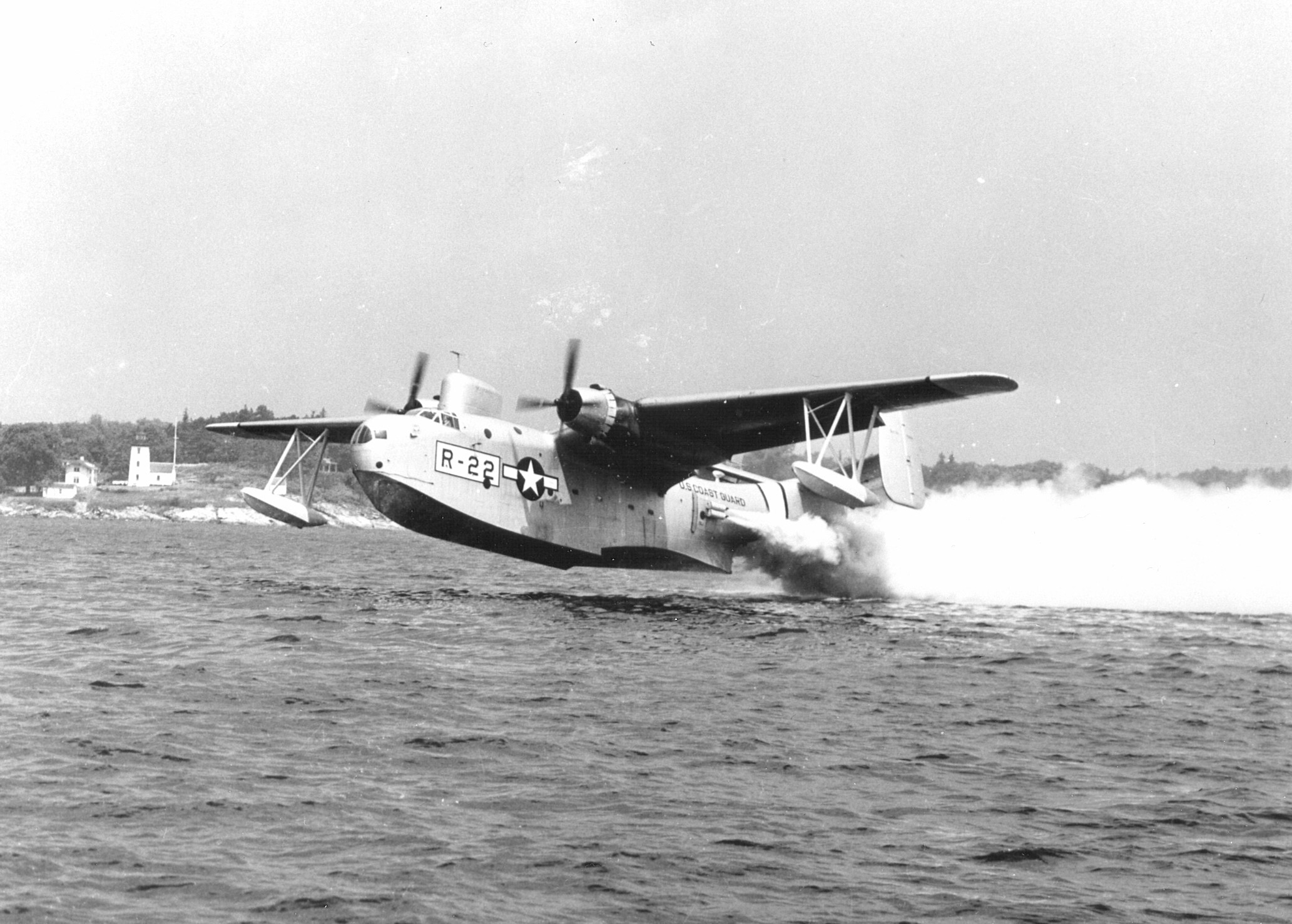
Un Mariner della U.S. Coast Guard in fase di decollo assistito dai razzi supplementari RATO.

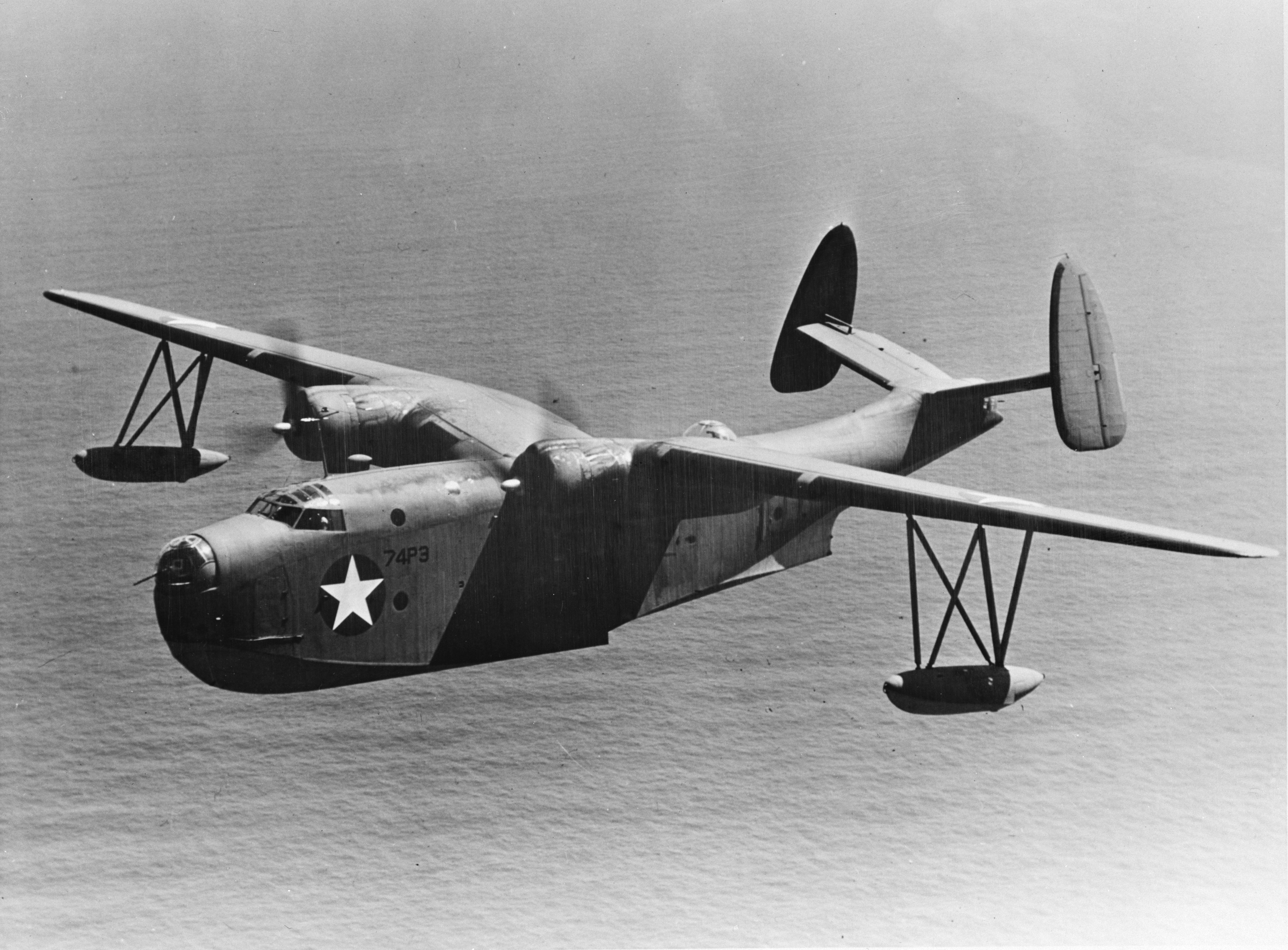
Un PBM-3 Mariner della U.S. Navy.

Argentina
- Aviación Naval

operò con 9 PBM acquistati negli anni cinquanta, l'ultimo dei quali ritirato dal servizio nel maggio 1962.
 Australia
- Royal Australian Air Force

 Paesi Bassi
- Marine Luchtvaartdienst

operò con i PBM-5A nel periodo 1955-1960.
 Regno Unito
- Royal Air Force
  - 524 Squadron - Mariner I

operò tra l'ottobre ed il dicembre 1943
 Stati Uniti
- United States Navy
- United States Coast Guard[24]

 Uruguay
- Aviación Naval Uruguaya

operò con 3 PBM-5S2 acquistati nel 1956, l'ultimo dei quali ritirato dal servizio il 3 febbraio 1964.

## Velivoli comparabili
Regno Unito
- Short Sunderland

 Unione Sovietica
- Beriev Be-6

## Curiosità
Il PBM Mariner è una delle vittime della zona chiamata triangolo delle Bermude, tratto dell'Oceano Atlantico responsabile della sparizione in circostanze misteriose di numerosi mezzi aerei ed unità navali. Un Mariner della U.S, Navy con 13 persone di equipaggio, inviato il 5 dicembre 1945 in soccorso del Volo 19 (Flight 19), un volo di addestramento composto da 5 Grumman TBM Avenger scomparso nella zona, non diede a sua volta più notizie.